# Amancey
Amancey je naselje in občina v francoskem departmaju Doubs regije Franche-Comté. Leta 2007 je naselje imelo 628 prebivalcev.

## Geografija
Kraj leži v pokrajini Franche-Comté 31 km južno od Besançona.

## Uprava
Amancey je sedež istoimenskega kantona, v katerega so poleg njegove vključene še občine Amondans, Bolandoz, Cléron, Crouzet-Migette, Déservillers, Éternoz, Fertans, Flagey, Gevresin, Labergement-du-Navois, Lizine, Malans, Montmahoux, Nans-sous-Sainte-Anne, Reugney, Sainte-Anne, Saraz in Silley-Amancey s 3.344 prebivalci.
Kanton Amancey je sestavni del okrožja Besançon.
1. ↑  »Populations légales 2016«. Nacionalni inštitut za statistične in gospodarske raziskave. Pridobljeno 25. aprila 2019.